# 第16回日本レコード大賞
第16回日本レコード大賞（だい16かいにほんレコードたいしょう）は、1974年（昭和49年）12月31日に帝国劇場で行われた、16回目の『日本レコード大賞』である。

## 概要
第16回の大賞は、「襟裳岬」（森進一）が受賞。
近畿地区でのテレビ中継のネット局が朝日放送で放送されるのはこの年が最後となり、翌年からは同局に代わってTBS系に加入した毎日放送に変更された（現在まで継続）。
視聴率は1.6P上昇の45.7%。

## 司会
- 高橋圭三 - 6度目の司会。
- 森光子 - 3度目の司会。
- 小川哲哉 - リポーターを含めると4度目の担当。
- 研ナオコ

## 演奏
- 長洲忠彦（指揮）
- 高橋達也と東京ユニオン（第1部）
- 森寿男とブルーコーツ（第2部）
- 新音楽協会
- 日本合唱協会

## 受賞作品・受賞者一覧

### 日本レコード大賞
- 「襟裳岬」
  - 歌手:森進一 - 最優秀歌唱賞を二度受賞しており、二冠を達成。
  - 作詞:岡本おさみ
  - 作曲:吉田拓郎
  - 編曲:馬飼野俊一
  - レコード会社:ビクター音楽産業

### 最優秀歌唱賞
- 「みれん」
  - 歌手:五木ひろし - 前年の大賞と合わせ、二冠を達成。

### 最優秀新人賞
- 麻生よう子（曲:「逃避行」）

### 歌唱賞
- 「傷だらけのローラ」
  - 歌手:西城秀樹 - 2年連続2度目。
- 「追憶」
  - 歌手:沢田研二 - 2年ぶり2度目。大衆賞と合わせると3年連続3度目。
- 「積木の部屋」
  - 歌手:布施明
- 「愛の執念」
  - 歌手:八代亜紀 - 2年連続2度目。

### 大衆賞
- 「二人でお酒を」
  - 歌手:梓みちよ - 大賞と合わせると、11年ぶり2度目。
- 「なみだの操」
  - 歌手:殿さまキングス
- 「うそ」
  - 歌手:中条きよし
- 「ひと夏の経験」
  - 歌手:山口百恵

### 新人賞
- 浅野ゆう子（曲:「恋はダンダン」）
- 荒川務（曲:「太陽の日曜日」）
- 城みちる（曲:「イルカに乗った少年」）
- テレサ・テン（曲:「空港」）
- 西川峰子（曲:「あなたにあげる」）

### 作曲賞
- 「甘い生活」（歌:野口五郎）
  - 作曲:筒美京平 - 3年ぶり3度目。大賞を含めると4度目。

### 編曲賞
- 「夕立」（歌:井上陽水）
  - 編曲:星勝

### 作詩賞
- 「精霊流し」（歌:グレープ）
  - 作詩:さだまさし

### 特別賞
- 藤山一郎
- 田谷力三

### 企画賞
- 「氷の世界」
  - 井上陽水
  - ポリドール(株)
- 「母に捧げるバラード」
  - 海援隊
  - エレックレコード(株)

### ヤングアイドル賞
- フィンガー5（曲:「恋のアメリカン・フットボール」）

### 中山晋平賞 西条八十賞
- 吉田正
- 遠藤実
- 横井弘
- 千家和也

## ゲスト
- 桜田淳子（前年の最優秀新人賞。最優秀新人賞を受賞した麻生よう子にブロンズ像を贈呈）
- 田淵幸一（阪神タイガース捕手。最優秀新人賞を受賞した麻生よう子に花束を贈呈）
- 荒井注（この年、ザ・ドリフターズを脱退。同年10月に放送の『時間ですよ・昭和元年』で森と共演。田淵と同様、最優秀新人賞を受賞した麻生よう子に花束を贈呈）
- 左とん平（荒井と同様『時間ですよ・昭和元年』で森と共演）
- 浅田美代子（前年の新人賞受賞者かつ『時間ですよ・昭和元年』で森と共演。さらに同年放送の『寺内貫太郎一家』にも出演）
- 谷口世津（荒井、浅田とともに『時間ですよ・昭和元年』で森と共演）
- 椰子ノ島、南ノ島、福ノ島、日ノ出島（4名ともトンガ出身の力士（のちに廃業）。田淵、荒井同様、最優秀新人賞を受賞した麻生よう子に花束を贈呈）
- 橋幸夫（大賞受賞者の森進一へ副賞のトヨタ・クラウン・ハードトップデラックスのゴールデンキーを贈呈）
- 井上ひさし・井上好子夫妻（会場内でインタビューを受けた。その後、1986年に両者は離婚）
- 篠田正浩・岩下志麻夫妻（インタビューを受けたほか、岩下が大賞受賞者の森進一へ花束を贈呈）
- 若三杉壽人（当時関脇。のちに横綱に昇進し、2代目若乃花を襲名。岩下同様、大賞受賞者の森進一へ花束を贈呈）
- 北の湖敏満（第55代横綱。インタビューを受けたほか、大賞受賞者の森進一を抱き上げた）
- 樹木希林（当時の芸名は悠木千帆。ドラマ『寺内貫太郎一家』の寺内きんに扮して登場し、岩下、若三杉同様、森進一へ花束を贈呈したが、森に対しての祝福の言葉で「本当にね、本当によかったわね、ジュリー!」と言い、会場を大いに湧かせた)

## TV中継スタッフ
- プロデューサー：井原利一、中村寿雄、大友和夫、吉田恭爾
- 演出：小松敬
- 中継担当：滝本裕雄
- 技術：佐藤一郎
- 製作著作：TBS
- 主催：社団法人 日本作曲家協会、日本レコード大賞制定委員会、日本レコード大賞実行委員会